# Palpares astarte
Palpares astarte is een insect uit de familie van de mierenleeuwen (Myrmeleontidae), die tot de orde netvleugeligen (Neuroptera) behoort. 
Palpares astarte is voor het eerst wetenschappelijk beschreven door Banks in 1913.